# Podbabac
Podbabac este un sat din comuna Budva, Muntenegru. Conform datelor de la recensământul din 2003, localitatea are 4 locuitori (la recensământul din 1991 erau 0 locuitori).

## Demografie
În satul Podbabac locuiesc 4 persoane adulte, iar vârsta medie a populației este de 43,3 de ani (46,0 la bărbați și 40,5 la femei). În localitate sunt 1 gospodărie, iar numărul mediu de membri în gospodărie este de 4,00.
Populația localității este foarte eterogenă.
|  |

| Demografie | Demografie | Demografie |
| An         | Locuitori  | Locuitori  |
| ---------- | ---------- | ---------- |
|            |            |            |
|            |            |            |
|            |            |            |
|            |            |            |
| 1948       | 46         |            |
| 1953       | 48         |            |
| 1961       | 33         |            |
| 1971       | 14         |            |
| 1981       | 8          |            |
| 1991       | -          | -          |
| 2003       | 4          | 4          |

| \| Componența etnică conform recensământului din 2003[2] \| Componența etnică conform recensământului din 2003[2] \| Componența etnică conform recensământului din 2003[2] \| Componența etnică conform recensământului din 2003[2] \| Componența etnică conform recensământului din 2003[2] \| \| ----------------------------------------------------- \| ----------------------------------------------------- \| ----------------------------------------------------- \| ----------------------------------------------------- \| ----------------------------------------------------- \| \| \| \| \| \| \| \| Muntenegreni \| Muntenegreni \| \| 2 \| 50% \| \| Iugoslavi \| Iugoslavi \| \| 1 \| 25% \| \| necunoscută \| necunoscută \| \| 0 \| 0% \| |              |  |   |     |
| Componența etnică conform recensământului din 2003 |              |  |   |     |
| |              |  |   |     |
| Muntenegreni | Muntenegreni |  | 2 | 50% |
| Iugoslavi | Iugoslavi    |  | 1 | 25% |
| necunoscută | necunoscută  |  | 0 | 0%  |